# Drepanidini
I Drepanidini Cabanis, 1847 sono una tribù di uccelli della famiglia Fringillidae (sottofamiglia Carduelinae), endemici delle Hawaii.

## Evoluzione

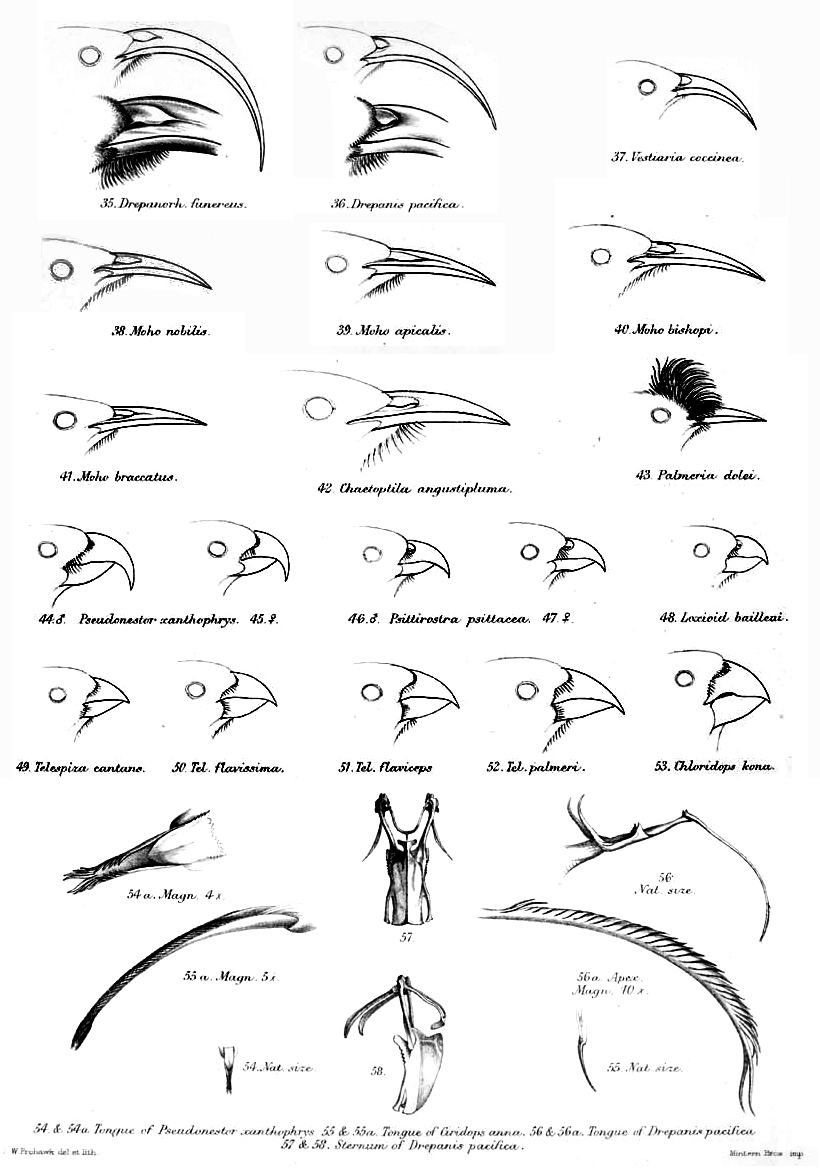
Illustrazione dei becchi dei drepanidini, mirabile esempio di radiazione evolutiva:
Drepanis funerea - D. pacifica - D. coccinea
Moho nobilis - M. apicalis - M. bishopi
Moho braccatus - Chaetoptila angustipluma - Palmeria dolei
Pseudonestor xanthophrys - Psittirostra psittacea - Loxioides bailleui
Telespiza cantans - T. flavissima (syn cantans) - Rhodacanthis flaviceps - R. palmeri - Chloridops kona
Lingua di P. xanthophrys - sterno di D. pacifica - lingua di Ciridops anna - lingua di D. pacifica
I generi Moho e Chaetoptila occupano attualmente una famiglia a sé stante (Mohoidae).

È opinione corrente che i Drepanidini delle Hawaii (conosciuti anche come reginette hawaiiane) si siano originati da un gruppo di fringillidi che in qualche modo riuscirono ad attraversare oltre 3000 km di oceano partendo dalle Americhe. In totale assenza di competizione, questi immigranti, presumibilmente simili al fringuello di Nihoa (Telespiza ultima), raggiunsero una specializzazione quanto mai spinta in campo alimentare ed evolsero un estremo polimorfismo del becco per poter sfruttare ogni possibile ecosistema insulare: dagli atolli corallini coperti di radi cespugli agli isolotti rocciosi alle foreste pluviali montane che ogni anno ricevono più di 1000 mm di pioggia.

## Descrizione
Questi fringillidi di medie dimensioni (11–21 cm) hanno nove remiganti primarie, coda di lunghezza media o corta, tarsi relativamente brevi ma robusti, come anche le dita e gli artigli.  I becchi di questi uccelli sono in genere della stessa lunghezza della testa e sono curvi in modo particolare per poter estrarre il polline. Perlopiù la lingua è tubuliforme e sfrangiata in punta. L'esofago si dilata a formare un gozzo di grandezza variabile da specie a specie.
Sono famosi per le loro spettacolari piume, spesso lanceolate e rigide, che in volo producono un caratteristico suono ronzante.

## Biologia

### Alimentazione
La tribù comprende specie granivore, che presentano il becco tipico dei fringillidi, insettivore con un becco di tipo tenuirostre, e nettarivore, come l'estinto mamo nero e l'iiwi, che hanno becco di foggia adeguata alle corolle e lingua tubulare utile per aspirare il nettare.

Altri membri della sottofamiglia mangiano bacche, frutti, lumache e uova di uccelli marini. Il variopinto apapane cremisi e l'abbagliante iiwi rosso percorrono ogni giorno molti chilometri nella loro ansia di nettare e all'imbrunire confluiscono a migliaia in voli di grande spettacolarità.

### Riproduzione
I Drepanidini usufruiscono di una stagione riproduttiva che si dipana da gennaio sino a luglio o agosto. Essendo molte specie rare e frequentatrici di terreni umidi e poco accessibili, i loro costumi di nidificazione sono poco conosciuti. Si sa che i nidi sono aperti, fatti di sterpi e foderati di fibre fini, ben nascosti negli ammassi fogliari terminali. Il fringuello di Nihoa trova rifugio sulle superfici rocciose, mentre il fringuello di Laysan, che appartiene allo stesso genere, preferisce nidificare nei cespugli di tussac su terreno sabbioso.

## Tassonomia
In passato questo raggruppamento era elevato al rango di sottofamiglia (Drepanidinae) o addirittura di famiglia (Drepanididae) a sé stante, a sua volta suddivisa in tre cladi (Psittirostrini dal becco robusto, Hemignathini dal becco sottile e Drepanidini dal becco lungo e ricurvo): recenti studi filogenetici hanno invece rivelato che l'intero clade dei Drepanini è in realtà annidato nella vasta sottofamiglia Carduelinae, all'interno della quale il raggruppamento si colloca al rango di tribù, peraltro molto vicina ai Carpodacini, dai quali i drepanidi discenderebbero essendosene staccati fra i 7,24 e i 15,71 milioni di anni fa.
La tribù Drepanidini comprende i seguenti generi e specie:
| - Genere Melamprosops - Melamprosops phaeosoma Casey e Jacobi, 1974 - poo uli - Genere Paroreomyza - Paroreomyza maculata (Cabanis, 1850) - alauahio di Oahu - Paroreomyza flammea (Wilson, 1889) - kakawahie † - Paroreomyza montana (Wilson, 1890) - alauahio di Maui - Genere Oreomystis - Oreomystis bairdi (Stejneger, 1887) - akikiki - Genere Telespiza - Telespiza cantans Wilson, 1890 - fringuello di Laysan - Telespiza ultima Bryan, 1917 - fringuello di Nihoa - Genere Loxioides - Loxioides bailleui (Oustalet, 1877) - palila - Genere Rhodacanthis - Rhodacanthis flaviceps Rothschild, 1892 - fringuello della koa minore † - Rhodacanthis palmeri Rothschild, 1892 - fringuello della koa maggiore † - Genere Chloridops - Chloridops kona Wilson, 1888 - beccogrosso di Kona † - Genere Psittirostra - Psittirostra psittacea (Gmelin, 1789) - ou - Genere Dysmorodrepanis - Dysmorodrepanis munroi Perkins, 1919 - uncibecco di Lanai † - Genere Drepanis - Drepanis coccinea (Forster, 1780) - iiwi - Drepanis funerea Newton, 1893 - mamo nero † - Drepanis pacifica (Gmelin, 1788) - mamo delle Hawaii † - Genere Ciridops - Ciridops anna (Dole, 1878) - ula-ai-hawane † - Genere Palmeria - Palmeria dolei (Wilson, 1891) - akohekohe - Genere Himatione - Himatione sanguinea (Gmelin, 1788) - apapane - Himatione fraithii Rothschild, 1892 - apapane di Laysan † - Genere Viridonia - Viridonia sagittirostris Rothschild, 1892 - amakihi maggiore † - Genere Akialoa - Akialoa obscura (Gmelin, 1788) - akialoa minore † - Akialoa ellisiana (Gray, 1859) - akialoa maggiore † - Akialoa stejnegeri (Wilson,SB, 1890) - - Akialoa lanaiensis (Rothschild, 1893) - - Genere Hemignathus - Hemignathus lucidus Lichtenstein, 1839 - nukupuu - Hemignathus hanapepe Wilson SB, 1889 - - Hemignathus affinis Rothschild, 1893 - - Hemignathus wilsoni (Rothschild, 1893) - akiapolaau - Genere Pseudonestor - Pseudonestor xanthophrys Rothschild, 1893 - psittorinco di Maui - Genere Magumma - Magumma parva (Stejneger, 1887) - anianiau - Genere Loxops - Loxops caeruleirostris (Wilson, 1890) - akekee - Loxops coccineus (Gmelin, 1789) - akepa - Loxops mana (Wilson, 1891) - rampichino delle Hawaii - Loxops wolstenholmei Rothschild, 1893 - - Loxops ochraceus Rothschild, 1893 - - Genere Chlorodrepanis - Chlorodrepanis virens (Gmelin, JF, 1788) - amakihi delle Hawaii - Chlorodrepanis flava (Bloxam, 1827) - amakihi di Oahu - Chlorodrepanis stejnegeri (Wilson SB, 1890) - amakihi di Kauai | - In primo piano Akialoa stejnegeri, in secondo piano Hemignathus hanapepe - ʻAkialoa minore (Akialoa obscura) - ʻŌʻū (Psittirostra psittacea) - Fringuello di Laysan (Telespiza cantans) - Mamo delle Hawaii † (Drepanis pacifica) - ʻAkohekohe (Palmeria dolei) - ʻAmakihi maggiore (Viridonia sagittirostris) - In alto Akialoa obscura, al centro e in basso Hemignathus lucidus - Nukupuʻu di Oahu (Hemignathus lucidus) - Psittorinco di Maui (Pseudonestor xanthophrys) - ‘Akeke‘e (Loxops caeruleirostris) - ‘Akepa di Hawaii (Loxops coccineus) - ʻAmakihi di Hawaii (Chlorodrepanis virens) |

Oltre a questi, si conoscono alcuni generi (Xestospiza, Vangulifer, Aidemedia, Orthiospiza) noti unicamente in base a resti subfossili e fossili e di incerta attribuzione sistematica.
All'interno della tribù si individuano numerosi cladi, più o meno ben definiti, corrispondenti ad altrettanti eventi evolutivi:
- un primo clade, molto basale, rappresentato dal solo poo uli;
- un secondo clade, rappresentato dai generi Paroreomyza e Oreomystis;
- un terzo clade, meno ben definito, rappresentato da Telespiza, Loxioides, Chloridops e Rhodacanthis;
- un quarto clade, comprendente Ciridops e Drepanis;
- un quinto clade, comprendente il solo genere Viridonia;
- un sesto clade, comprendente Magumma, Chlorodrepanis e Loxops;
- un settimo clade, poco ben definito, comprendente Hemignathus, Psittirostra, Pseudonestor e Dysmorodrepanis;

## Conservazione
Questi splendidi uccelli hanno subito una rapida diminuzione della loro popolazione paurosamente in seguito a drastici cambiamenti ambientali. Almeno 15 specie, note attraverso resti fossili descritti per sommi capi, prosperarono sino a quando i Polinesiani, a far data dal 400 d.C. circa, sovvertirono il loro ambiente naturale mettendo vaste estensioni a coltura. Delle 32 specie identificate in epoca più recente, 11 sono scomparse e 14 in via d'estinzione. La distruzione dell'habitat dovuta all'uomo e agli ungulati (soprattutto il bestiame domestico, capre e maiali) e il diffondersi di malattie e predatori di importazione hanno notevolmente ridotto le potenzialità di tutte le forme sopravvissute. Si può soltanto sperare che gli ambiziosi programmi di conservazione attualmente in atto possano evitare la scomparsa almeno di gran parte di questi uccelli.